# Jeong Inji
Jeong Inji (28 décembre 1396 à Séoul – 26 novembre 1478) est un homme politique, un  philosophe néoconfucianiste, un linguiste, un écrivain et un poète coréen de la dynastie de Joseon. Pendant le règne de Sejong le Grand, il est vice-ministre de l'Éducation. Son nom de plume est Hakyeokjae (학역재, 學易齋), son nom de courtoisie Baekjeo (백저, 伯雎). 
Jeong Inji est essentiellement connu pour avoir écrit la postface du Hunmin jeongeum haerye, les commentaires et explications pur le Hunminjeongeum, le  livre qui a introduit le hangeul, l'écriture alphabétique du coréen. Il a également contribué à l'écriture du Goryeo-sa, l'histoire officielle de la Corée du royaume de Goryeo, et au Yongbi eocheon-ga, « les chansons des dragons volant vers le ciel », le premier livre écrit en hangeul.
Son deuxième fils, le politicien Jeong Hyun-jo, s'est marié avec la princesse Uisuk, la deuxième fille du roi Sejo.

## Biographie
Jeong Inji fut Premier ministre de la dynastie Joseon de 1455 à 1458.

## Œuvres

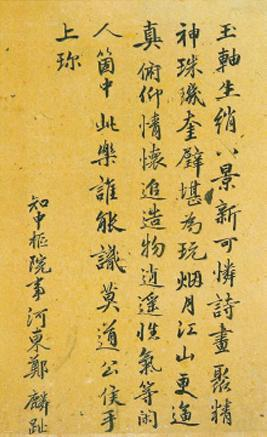
Une lettre de Jeong Inji de 1443

- Hunmin jeongeum yehae (훈민정음예해, 訓民正音例解)
- Hakyeokjae jip (학역재집)
- Yeokdaeyeokbeop (역대역법)
- Goryeo-sa (고려사), l'histoire officielle du royaume de Goryeo.
- Goryeosajeolyo (고려사절요)
- Yeokdaebyeongyo (역대병요)
- Hunmin Jeongeum (훈민정음), le livre introduisant le hangeul, 1443, en collaboration avec Sin Sukju
- Saryuno jip (사륜오집)
- Jachitonggamhunui (자치통감훈의, 資治通鑑訓義)
- Sejong sillok, les annales de Sejong